# Fed Cup 2016 Zona Asia/Oceania
La Zona Asia/Oceania (Asia/Oceania Zone) è una delle 3 divisioni zonali nell'ambito della Fed Cup 2016. Essa è a sua volta suddivisa in due gruppi (Gruppo I, Gruppo II) formati rispettivamente da 8 e 9 squadre, inserite in tali gruppi in base ai risultati ottenuti l'anno precedente.

## Gruppo I
- Sede: True Arena Hua Hin, Hua Hin, Thailandia (cemento outdoor)
- Periodo: 3-6 febbraio
- Formula: due gironi (Pool) da 4 squadre ciascuno, in cui ogni squadra affronta le altre incluse nel proprio Pool. Successivamente la prima in classifica del Pool A affronta la prima del Pool B per l'ammissione agli spareggi del Gruppo Mondiale II. Le ultime in classifica disputano uno spareggio per evitare la retrocessione.

|   | Pool A (Dettagli) | Giappone (bandiera) | Thailandia (bandiera) | India (bandiera) | Uzbekistan (bandiera) |   |                     | Pool B (Dettagli) | Taipei cinese (bandiera) | Cina (bandiera) | Kazakistan (bandiera) | Corea del Sud (bandiera) |
| 1 | Giappone (2-1)    |                     | 2-1                   | 2-1              | 1-2                   | 1 | Taipei cinese (3-0) |                   | 2-1                      | 2-1             | 2-1                   |                          |
| 2 | Thailandia (2-1)  | 1-2                 |                       | 3-0              | 3-0                   | 2 | Cina (2-1)          | 1-2               |                          | 3-0             | 2-1                   |                          |
| 3 | India (1-2)       | 1-2                 | 0-3                   |                  | 3-0                   | 3 | Kazakistan (1-2)    | 1-2               | 0-3                      |                 | 3-0                   |                          |
| 4 | Uzbekistan (1-2)  | 2-1                 | 0-3                   | 0-3              |                       | 4 | Corea del Sud (0-3) | 1-2               | 1-2                      | 0-3             |                       |                          |

### Spareggio promozione
| Giappone 1 | True Arena Hua Hin, Hua Hin, Thailandia 6 febbraio 2016 Terra (outdoor) | True Arena Hua Hin, Hua Hin, Thailandia 6 febbraio 2016 Terra (outdoor) | Taipei cinese 2 |     |     |  |
| \| \| \| \| 1 \| 2 \| 3 \| \| \| - \| \| -------------------------------------------------------- \| --- \| --- \| --- \| \| \| 1 \| \| Kurumi Nara Chang Kai-chen \| 6 1 \| 6 4 \| \| \| \| 2 \| \| Nao Hibino Hsieh Su-wei \| 6 4 \| 3 6 \| 3 6 \| \| \| 3 \| \| Shūko Aoyama / Eri Hozumi Chan Hao-ching / Chan Yung-jan \| 3 6 \| 3 6 \| \| \| |                                                                         |                                                                         |                 |     |     |  |
| |                                                                         |                                                                         | 1               | 2   | 3   |  |
| 1 | Giappone (bandiera) · Taipei cinese (bandiera)                          | Kurumi Nara Chang Kai-chen                                              | 6 1             | 6 4 |     |  |
| 2 | Giappone (bandiera) · Taipei cinese (bandiera)                          | Nao Hibino Hsieh Su-wei                                                 | 6 4             | 3 6 | 3 6 |  |
| 3 | Giappone (bandiera) · Taipei cinese (bandiera)                          | Shūko Aoyama / Eri Hozumi Chan Hao-ching / Chan Yung-jan                | 3 6             | 3 6 |     |  |

### Spareggio 3º-4º posto
| Thailandia 1 | True Arena Hua Hin, Hua Hin, Thailandia 6 febbraio 2016 Terra (outdoor) | True Arena Hua Hin, Hua Hin, Thailandia 6 febbraio 2016 Terra (outdoor) | Cina 2 |      |     |  |
| \| \| \| \| 1 \| 2 \| 3 \| \| \| - \| \| ------------------------------------------------------------ \| --- \| ---- \| --- \| \| \| 1 \| \| Kamonwan Buayam Wang Yafan \| 2 6 \| 7 63 \| 2 6 \| \| \| 2 \| \| Peangtarn Plipuech Wang Qiang \| 2 6 \| 6 4 \| 2 6 \| \| \| 3 \| \| Luksika Kumkhum / Peangtarn Plipuech Liang Chen / Wang Qiang \| 5 7 \| 7 62 \| 6 4 \| \| |                                                                         |                                                                         |        |      |     |  |
| |                                                                         |                                                                         | 1      | 2    | 3   |  |
| 1 | Thailandia (bandiera) · Cina (bandiera)                                 | Kamonwan Buayam Wang Yafan                                              | 2 6    | 7 63 | 2 6 |  |
| 2 | Thailandia (bandiera) · Cina (bandiera)                                 | Peangtarn Plipuech Wang Qiang                                           | 2 6    | 6 4  | 2 6 |  |
| 3 | Thailandia (bandiera) · Cina (bandiera)                                 | Luksika Kumkhum / Peangtarn Plipuech Liang Chen / Wang Qiang            | 5 7    | 7 62 | 6 4 |  |

### Spareggio 5º-6º posto
| India 3 | True Arena Hua Hin, Hua Hin, Thailandia 6 febbraio 2016 Terra (outdoor) | True Arena Hua Hin, Hua Hin, Thailandia 6 febbraio 2016 Terra (outdoor) | Kazakistan 0 |     |     |        |
| \| \| \| \| 1 \| 2 \| 3 \| \| \| - \| \| ----------------------------------------------------------------------- \| --- \| --- \| --- \| ------ \| \| 1 \| \| Prerna Bhambri Galina Voskoboeva \| 6 2 \| 4 6 \| 6 2 \| \| \| 2 \| \| Ankita Raina Jaroslava Švedova \| 7 6 \| \| \| ritiro \| \| 3 \| \| Ankita Raina / Prarthana Thombare Jaroslava Švedova / Galina Voskoboeva \| \| \| \| w/o \| |                                                                         |                                                                         |              |     |     |        |
| |                                                                         |                                                                         | 1            | 2   | 3   |        |
| 1 | India (bandiera) · Kazakistan (bandiera)                                | Prerna Bhambri Galina Voskoboeva                                        | 6 2          | 4 6 | 6 2 |        |
| 2 | India (bandiera) · Kazakistan (bandiera)                                | Ankita Raina Jaroslava Švedova                                          | 7 6          |     |     | ritiro |
| 3 | India (bandiera) · Kazakistan (bandiera)                                | Ankita Raina / Prarthana Thombare Jaroslava Švedova / Galina Voskoboeva |              |     |     | w/o    |

### Spareggio retrocessione
| Uzbekistan 0 | True Arena Hua Hin, Hua Hin, Thailandia 6 febbraio 2016 Terra (outdoor) | True Arena Hua Hin, Hua Hin, Thailandia 6 febbraio 2016 Terra (outdoor) | Corea del Sud 3 |     |     |     |
| \| \| \| \| 1 \| 2 \| 3 \| \| \| - \| \| ---------------------------------------------------------- \| --- \| --- \| --- \| --- \| \| 1 \| \| Arina Folc Han Na-lae \| 0 6 \| 7 6 \| 0 6 \| \| \| 2 \| \| Nigina Abduraimova Jang Su-jeong \| 3 6 \| 0 6 \| \| \| \| 3 \| \| Nigina Abduraimova / Arina Folc Han Na-lae / Jang Su-jeong \| \| \| \| w/o \| |                                                                         |                                                                         |                 |     |     |     |
| |                                                                         |                                                                         | 1               | 2   | 3   |     |
| 1 | Uzbekistan (bandiera) · Corea del Sud (bandiera)                        | Arina Folc Han Na-lae                                                   | 0 6             | 7 6 | 0 6 |     |
| 2 | Uzbekistan (bandiera) · Corea del Sud (bandiera)                        | Nigina Abduraimova Jang Su-jeong                                        | 3 6             | 0 6 |     |     |
| 3 | Uzbekistan (bandiera) · Corea del Sud (bandiera)                        | Nigina Abduraimova / Arina Folc Han Na-lae / Jang Su-jeong              |                 |     |     | w/o |

### Verdetti
- Taipei Cinese ai play-off per il Gruppo Mondiale II.
- Uzbekistan retrocede nel gruppo II.

## Gruppo II
- Sede: True Arena Hua Hin, Hua Hin, Thailandia (cemento outdoor)
- Periodo: 11-16 aprile
- Formula: due gironi (Pool) uno da 5 squadre e uno da 6, in cui ogni squadra affronta le altre incluse nel proprio Pool. Successivamente la prima di ciascun gruppo si incontra per decidere la squadra da promuovere al Gruppo I. Le rimanenti squadre giocano per i piazzamenti.

Squadre partecipanti

### Pool A
- Bahrein
- Comunità del Pacifico
- Filippine (vincitrice e promossa al Gruppo I)
- Hong Kong
- Iran
- Malaysia

### Pool B
- Indonesia
- Kirghizistan
- Pakistan
- Singapore (vincitrice)
- Sri Lanka
- Tagikistan
- Turkmenistan